# Vincenzo Franchitti
Vincenzo Franchitti (Roma, 22 maggio 1950) è un ex tennista italiano.

## Carriera
Specialista della terra rossa, negli anni settanta è stato per alcune 
stagioni il numero cinque italiano, alle spalle dei Quattro Moschettieri.
Insieme ad Adriano Panatta, Paolo Bertolucci, Tonino Zugarelli e Massimo Di Domenico si è formato presso il centro tecnico federale di Formia sotto la guida di Mario Belardinelli.
Tra i suoi migliori risultati figura il secondo turno agli Internazionali d'Italia 1971 quando, dopo aver eliminato Bob Carmichael, costrinse al terzo e decisivo set la testa di serie n. 1 John Newcombe, che finì con l'imporsi per 6-4, 6-7, 7-5.. 
Al torneo di Firenze 1974, al primo turno eliminò in due set Robert Kreiss, campione di Wimbledon juniores del 1971,  e negli ottavi, sempre in due set, Steve Krulevitz. A impedirgli l'ingresso in semifinale fu il futuro campione del torneo, Adriano Panatta, che lo sconfisse in due set col punteggio di 7-6, 6-2.
Il medesimo risultato lo ottenne a Firenze anche l'anno successivo, quando per giungere ai quarti aveva sconfitto, nell'ordine, Tonino Zugarelli in due set e Piero Toci in tre. A fermare il suo cammino fu poi Georges Goven, futuro finalista del torneo.
Nella prima edizione del WCT Bologna Indoor, disputata nel 1974, Franchitti superò al primo turno in due set il diciottenne Björn Borg, allora n° 18 del mondo, col punteggio di 6-3, 6-4. Per questo viene ricordato  come unico tennista italiano, oltre ad Adriano Panatta, ad aver mai battuto il campione svedese e l'unico azzurro in assoluto a vantare un bilancio di parità (1-1) nei confronti diretti con il sei volte vincitore del Roland Garros. Agli ottavi di finale di quel torneo fu poi eliminato in tre set da Graham Stilwell. Franchitti e Borg si affrontarono nuovamente, ma con esiti opposti, al secondo turno dell'edizione successiva dello stesso torneo, quando lo svedese si impose per 6-2, 6-3.
Agli Internazionali d'Italia 1975 Franchitti giunse nuovamente al secondo turno. Dopo aver battuto Haroon Rahim fu eliminato in due set da Guillermo Vilas. Agli Internazionali d'Italia del 1978, al primo turno, costrinse al terzo set Arthur Ashe.
È stato campione italiano assoluto di doppio nel 1977 con Pietro Marzano. Nel doppio misto è stato campione assoluto nel 1982 in coppia con Susanna Villaverde.